# Pylopaguropsis granulata
Pylopaguropsis granulata is een tienpotigensoort uit de familie van de Paguridae. De wetenschappelijke naam van de soort is voor het eerst geldig gepubliceerd in 2000 door Asakura.